# Something in the Way You Move
"Something in the Way You Move" is een single van de Britse zangeres Ellie Goulding van haar derde studioalbum Delirium. De single kwam binnen in de Engelse hitlijsten op plek nummer 51 en in de Verenigde Staten op plek 70.

## Videoclip
Een lyrics-video van "Something in the Way You Move" verscheen op 9 oktober 2015, waar fans van Goulding dansend te zien zijn in een zwart-witvideo.

## Hitnoteringen

### Nederlandse Top 40
| Positie: | 34 | 32 | 36 | 37 | 39 | uit |

### NederlandseSingle Top 100
| Hitnotering: 13-02-2016 t/m 12-03-2016 | Hitnotering: 13-02-2016 t/m 12-03-2016 | Hitnotering: 13-02-2016 t/m 12-03-2016 | Hitnotering: 13-02-2016 t/m 12-03-2016 | Hitnotering: 13-02-2016 t/m 12-03-2016 | Hitnotering: 13-02-2016 t/m 12-03-2016 | Hitnotering: 13-02-2016 t/m 12-03-2016 |
| Week:                                  | 1                                      | 2                                      | 3                                      | 4                                      | 5                                      |                                        |
| -------------------------------------- | -------------------------------------- | -------------------------------------- | -------------------------------------- | -------------------------------------- | -------------------------------------- | -------------------------------------- |
| Positie:                               | 73                                     | 77                                     | 80                                     | 69                                     | 90                                     | uit                                    |

### NederlandseMega Top 50
| Positie: | 49 | 39 | 27 | 34 | 48 | 39 | 34 | 34 | 42 | 45 | 46 | 49 | uit |

## Releasedata
| Land             | Releasedatum    | Formaat                                     | Label                  |
| ---------------- | --------------- | ------------------------------------------- | ---------------------- |
| Wereldwijd       | 9 oktober 2015  | Muziekdownload (via pre-order van Delirium) | Polydor                |
| Verenigde Staten | 19 januari 2016 | Radio                                       | Cherrytree, Interscope |